# 无锡县
无锡县，中国旧县名，在今江苏省无锡市境内。

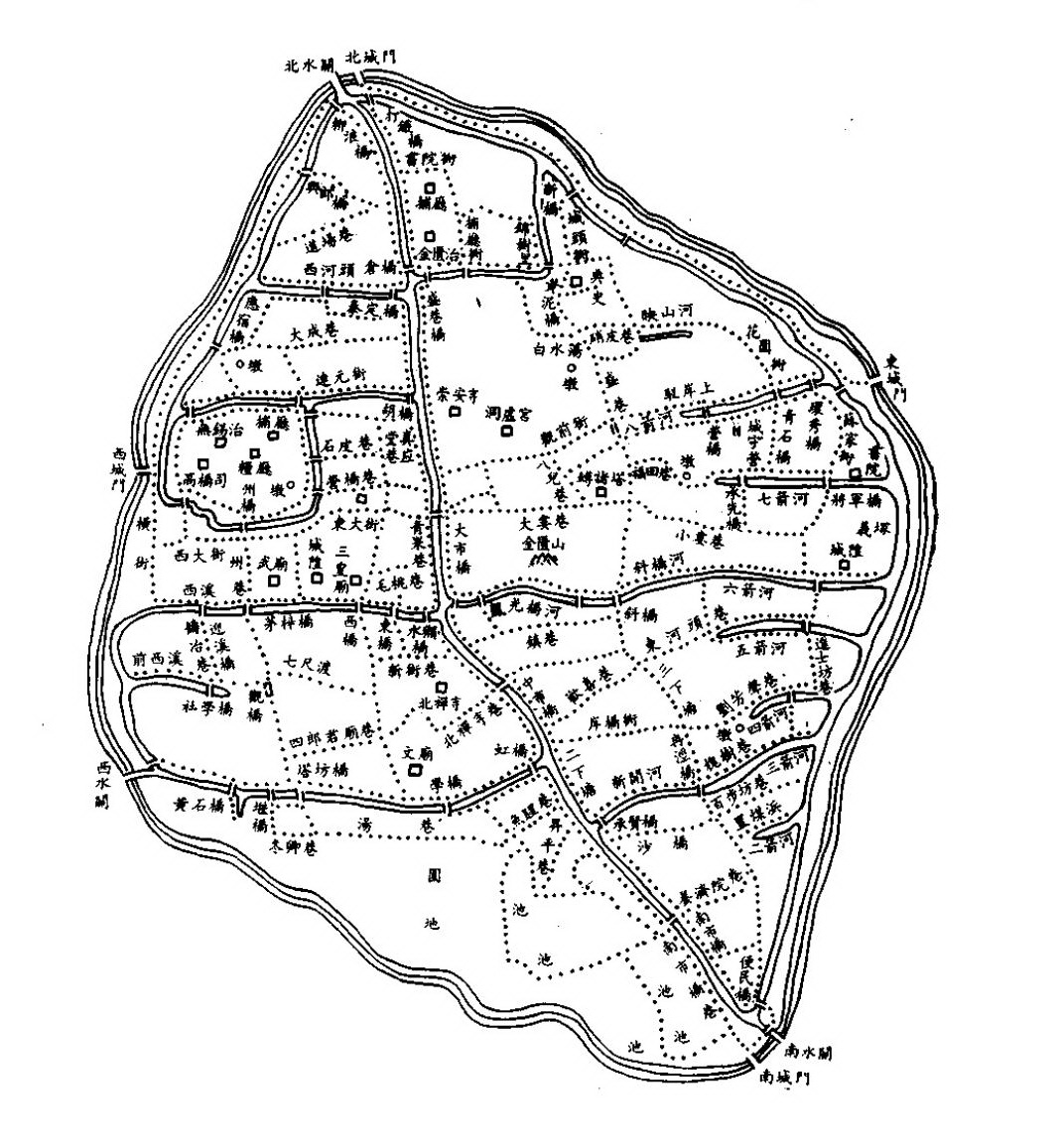
清朝光绪年间无锡县城区图

西汉高祖五年（前202年），置无锡县，属会稽郡。东汉时，属吴郡。三国时，东吴废县，西晋太康元年（280年）复置。次年，分无锡县、毗陵县，置暨阳县。无锡县后属晋陵郡。唐朝时，属常州、晋陵郡。宋朝时，仍属常州。元朝时升为无锡州。明朝洪武初年，降为县，属常州府。清朝雍正二年（1724年），无锡县分出金匮县，两县同城而治。
中华民国元年（1912年）一月，金匮县废入无锡县:11。1937年，抗日战争全面爆发后，无锡县沦陷。1948年，中華民國內政部编辑的《中華民國行政區域簡表》中，无锡县为1等县，辖区面积为1309.25平方公里，人口为1102942人:11。
1949年4月20日夜，解放军发起渡江战役。中国人民解放军第三野战军29军87师于22日夜（另说23日夜）由光复门进入无锡城。中华民国政府对无锡县的管辖随之结束。此前的4月中旬，中共政权已成立由管文蔚兼任主任的无锡市军事管制委员会，以及中共无锡市委、无锡市人民政府。由钱敏（未到职）任市委书记、谢克东任副书记，顾风任巿长、包厚昌任副市长。因中共无锡市委、市政府的主政开始，于4月24日从无锡县分出无锡市（县级）。4月26日，中共政权成立苏南行政公署，驻无锡市。
1952年，重设江苏省后，无锡市为江苏省辖市，无锡县为其管辖，后属苏州专区、无锡市、苏州地区管辖。1983年，无锡县复归无锡市管辖。1995年，撤消无锡县，置锡山市（县级）。无锡县人民政府驻地由无锡市区迁至无锡县东亭镇（今东亭街道），辖区不变，改称锡山市人民政府。2000年，撤消锡山市，置锡山区和惠山区。